# Kärlek (sång)
Kärlek är en sång av Ola Magnell från 1984. Den finns med på hans sjunde studioalbum Onkel Knut (1984) och utgavs även som singel samma år.

## Låtlista
1. "Kärlek"
2. "Kärlek"

## Medverkande musiker
- Affe Byberg – trummor
- Tommy Cassemar – bas
- Sharon Dyall – bakgrundssång
- Erik Häusler – tenorsax
- Micke Jahn – gitarr
- Anna-Lotta Larsson – bakgrundssång
- Ola Magnell – sång, gitarr
- Hasse Olsson) – orgel
- Mats Ronander – gitarr, bakgrundssång
- Speed Weed – bakgrundssång
- Janne Ugand – bakgrundssång
- Olle Westbergh – klaviaturer

### Fotnoter
1. ↑  ”Ola Magnell”. Svensk mediedatabas. http://smdb.kb.se/catalog/search?q=ola+magnell&sort=OLDEST. Läst 25 januari 2013.